# The Blues Brothers
The Blues Brothers er en amerikansk musical komediefilm fra 1980 instrueret af John Landis. Filmen har John Belushi og Dan Aykroyd som hhv. "Joliet" Jake og Elwood Blues, karakterer udviklet fra musicalsketchene "The Blues Brothers" på NBC i Saturday Night Live. Manuskriptet blev skrevet af Aykroyd og Landis. Den indeholder adskillige numre fremført af R&B-, soul- og blues-sangerne James Brown, Cab Calloway, Aretha Franklin, Ray Charles og John Lee Hooker. Filmen foregår i og omkring Chicago, Illinois, hvor den blev filmet. Blandt øvrige medvirkende i ikke-syngende roller er Carrie Fisher, Henry Gibson, Charles Napier og John Candy.
Historien handler om frelse for den frigivne fange Jake og hans blodsbror Elwood, der tager ud på en "mission fra gud" for at redde det katolske børnehjem, hvor de blev opfostret, fra at blive lukket. For at gøre dette bliver de nødt til at gendanne deres R&B-band og organisere en koncert, så de kan tjene $5.000 for at betale børnehjemmets skattegæld. Undervejs bliver de jagtet af en morderisk "mystisk kvinde", nynazister og et country-band, alt imens de ufortrødent bliver forfulgt af politiet.
Universal Studios, der havde vundet budkrigen for filmen, håbede at kunne udnytte Belushis popularitet oven på Saturday Night Live, Animal House, og Blues Brothers' musiksucces; de fandt dog ud af, at de ikke kunne styre produktionsomkostningerne. Opstarten på indspilningerne blev forsinket da Aykroyd, der var ny som manuskriptforfatter, brugte 6 måneder på at levere et langt og ukonventionelt manuskript, som Landis blev nødt til at genskrive inden produktionen kunne gå i gang, hvilket skete uden et endeligt budget. Under indspilningerne i Chicago forårsagede Belushis fester og stofmisbrug lange og dyre forsinkelser, der sammen med de destruktive biljagter i filmen gjorde filmen til en af de dyreste komedier, der nogensinde er blevet produceret.
Bekymringer om at filmen ville floppe gjorde at de oprindelige bookinger blev reduceret til omkring halvdelen i sammenligning med film i samme størrelsesorden. Filmen havde premiere i USA den 20. juni 1980 og fik hovedsageligt positive anmeldelser. Den indtjente under $5 mio. i åbningsweekenden, men endte med at indspillet for over $115 mio. i biografer verden over inden den blev udgivet på VHS. Den har siden opnået kultstatus, og 18 år senere blev der indspillet en efterfølger, Blues Brothers 2000, der dog blev fiasko både kritikermæssigt og kommercielt.

## Forhistorie
The Blues Brothers er synonymt med de to småkriminelle herrer 'Joliet' Jake Blues (spillet af John Belushi) og Elwood Blues (spillet af Dan Aykroyd). De er brødre i ånden – opdraget sammen på et katolsk børnehjem i Calumet City, Illinois.
Denne tilsyneladende trivielle baggrund danner rammen om en forrygende og musikalsk actionfilm.
Filmen The Blues Brothers fra 1980 blev til, på baggrund af et manuskript af skuespilleren Dan Aykroyd. Forud var gået flere års optræden på bl.a. det populære TV-show Saturday Night Live (SNL) med skuespilleren John Belushi, og et udvalgt orkester.
Stilen på indslagene i Saturday Night Live var fuldkommen vanvittige (ikke mindst takket være den ustyrlige John Belushi), men også i stigende grad musikalske.
Efterhånden udvikledes stilen med de to makkere, til det sorte look, der i eftertiden er blevet et ikon for filmen og musikken. En stil som leder tankerne hen på 1950'ernes CIA agenter eller samme tids mafia-håndlangere. Stilen var imidlertid ikke et originalt påhit, men en pendant til blues sanger- og guitarist John Lee Hooker's scenestil fra dennes storhedsperiode i 1960'erne.
Musikstilen i showene udviklede sig ret hurtigt i retning af Rhythm 'n' Blues, selvom John Belushi egentlig var en hardcore rocker på det tidspunkt. Senere skulle det vise sig, at han faktisk havde talent for den på samme tid energiske og soulfulde stil, som den kommer til udtryk i den musik, er det bærende element filmen.

## Filmens tilblivelse
Dan Aykroyd (oprindelig fra Toronto, Canada) fik ideen til, at føre succesen fra TV-showene videre, og skrev et manuskript på flere hundrede sider til filmen. Forelagt instruktøren John Landis, blev dette monster-manus reduceret til noget, der kunne bygges en spillefilm over.
Filmen blev straks fra premieren en succes, og har senere udviklet sig til en kultfilm, som til stadighed begejstrer nyt publikum, og giver gamle tilhængere fornyet mod på tilværelsen.
Der er i kølvandet på denne kult, opstået et stort antal kopi-orkestre, der fortsat holder musikken og stilen i live. Det oprindelige orkester (med bl.a. Steve Cropper og Donald Dunn [der tillige dannede rygraden i navnkundige Booker T. & the M.G.'s, Matt Murphy, Lou Marini, Alan Rubin mfl.) turnerer fortsat (senest 2004) verden rundt, og har spillet i Danmark ved et par lejligheder.
Som et kuriosum kan nævnes, at den notoriske kapelmester fra SNL Paul Shaffer, der i høj grad var med til at udvikle musikstilen bag The Blues Brothers, var selvskrevet til at indgå som leder af The Blues Brothers Band (i filmen), men kontraktlige forviklinger med NBC i forhold til TV-showet forhindrede dette.
The Blues Brothers blev senere fulgt op filmen Blues Brothers 2000, hvor Paul Scaffer i øvrigt medvirker som musikalsk ankermand.

## Handlingen
Jake bliver prøveløsladt fra Joliet fængslet (der af tilnavnet), på baggrund af god opførsel (hvem skulle ha' troet det), hvor han her siddet inde i 3 (ud af 5) år for væbnet røveri (af en benzinstation).
Uden for fængslet bliver han hentet af sin 'bror' Elwood i den noget afdankede Blues Mobile. De plejede egentlig at køre i Cadillac, men Elwood har byttet denne væk for en mikrofon (viser det sig), og de må nu nøjes med en gammel politibil, en Dodge Monaco (sedan) fra 1974. Efter en del mishagsytringer fra Jake, godtager han dog bilen som den nye Blues Mobile, da han får demonstreret vognens særdeles kapable egenskaber. Dog kun på betingelse af, at cigarettænderen bliver repareret.
Elwood kører straks Jake hen til børnehjemmet, hvor de har haft deres fælles opvækst. Jake protesterer, men der er ingen vej uden om. Han har lovet at besøge 'Pingvinen' (den stærkt katolske priorinde på børnehjemmet) så straks han blev løsladt. Og – som Elwood siger, så kan man jo ikke lyve for en nonne !
Foreholdt børnehjemmets svære økonomiske forhold, lover Jake og Elwood at skaffe de nødvendige 5000 US$ (til betaling af skyldig ejendomsskat) – inden 10 dage. Men det skal være på ærlig vis insisterer Pingvinen !
Dette sidste udbyder faktisk noget af et problem for brødrene, for de er ikke ligefrem vandt til at tjene ærlige penge. Men – Jake modtager et guddommeligt syn henne i Tripple Rock kirken, hvor efter brødrene bliver enige om, at samle deres gamle orkester, spille et par koncerter, og derved tjene penge nok til at redde børnehjemmet fra lukning.
Dette projekt bliver til en hellig mission for brødrene, og til trods for mange problemer og betydelig modstand fra både politiet og en flok nynazister – som de hurtigt får skaffet sig på halsen, lykkes det dem alligevel, at få opsporet medlemmerne af deres gamle band, der een for een – om end modstræbende – går med til at gendanne orkesteret. Hvad de imidlertid ikke ved er, at den hellige mission går ud på, at skaffe penge til børnehjemmet.
Efter et par fiaskoer, hvor de bl.a. får sig fuppet ind og spille i stedet for et country-band (The Good Old Boys, som de efterfølgende også får på nakken), lykkes det alligevel Jake, ved hjælp af lidt afpresning, at få stablet en stor koncert på benene.
Orkesteret bliver booket ind til at spille i Palace Hotel Ballroom, oppe ved Wazapamani Lake (en fiktiv sø 106 mil nord for Chicago). Hvis de får fyldt salen, skulle der være nok til, at betale de penge de har lovet Pingvinen at skaffe – på ærlig vis.
Efter mange genvordigheder, hvor under det bl.a. lykkes brødrene at springe en benzinstation i luften, når de – noget forsinkede – frem til Palace Hotel Ballroom. Stedet er imidlertid spækket med politi, men ved at knuse en rude ind til dametoilettet, lykkes det alligevel brødrene at slippe næsten usete ind.
Efter koncerten sker miraklet imidlertid. De møder en pengestærk pladedirektør, der giver dem 10.000 US$ (kontant) i forskud på en kommende pladekontrakt.
Med pengene i hånden, og en stram tidsfrist, handler det nu om at nå tilbage til Chicago, og få betalt regningen. Under eet af numrene sniger de sig ned under scenen i ubemærkethed, mens orkesteret spiller videre. Nede i den skumle kælder under hotellet møder de atter den mystiske dame, der har forsøgt at slå dem ihjel i hele filmen. Det viser sig at være Jakes gamle forlovede, der nu står parat til at pløkke ham ned med et maskingevær. Men i sædvanlig latino-stil får Jake sig også charmeret ud af denne knibe.
Straks efter sidder de igen i den hærgede Blues Mobile, der er parkeret i ly for politiet under en bro. Og så er det Elwood udtaler den klassiske replik: "It's 106 miles to Chicago, we've got a full tank of gas, half a pack of cigarettes, it's dark, and we're wearing sunglasses ..." – hvortil Jake svarer – "Hit it !".
Resten af filmen går nu med een lang biljagt, hvor under der bliver smadret politibiler i hobetal. Filmen holder faktisk stadig rekorden med hensyn til antal smadrede biler i een og samme film (60-70 stykker mener man, hvor af flere blev genopbygget, og smadret igen).
Heldet – eller er det guddommelig indgriben – er imidlertid med brødrene, og de får tilbagelagt de 106 mil til Chicago, og når frem til rådhuset netop tids nok til at konstatere, at kommunekontoret er middagslukket.
Nu er hjemmeværnet (nationalgarden) imidlertid også blevet involveret i jagten på brødrene, så de er nødt til at forskanse sig i bygningen, indtil kontoret åbner igen. Straks kontoristen (spillet af en ung Steven Spielberg) er tilbage fra sin middagspause, betaler de pengene, og får en ægte kvittering herfor.
Umiddelbart her efter anholdes brødrene af et talstærkt opbud fra ordensmagten. Forude venter 18 års fængsel.
I sidste scene ser man orkesteret spille op til fest i fængslets spisesal. Melodien er Elvis klassikeren: "Jailhouse Rock.

## Komplet rolleliste
- John Belushi - 'Joliet' Jake Blues
- Dan Aykroyd _ Elwood Blues
- James Brown - Reverend Cleophus James
- Cab Calloway - Curtis
- Ray Charles - Ray
- Aretha Franklin - Mrs. Murphy – Soulfood Cafe Owner
- Steve Cropper - Steve 'The Colonel' Cropper
- Donald Dunn - Donald 'Duck' Dunn
- Murphy Dunne - Murph
- Willie Hall - Willie 'Too Big' Hall
- Tom Malone - Tom 'Bones' Malone
- Lou Marini - 'Blue Lou' Marini
- Matt Murphy - Matt 'Guitar' Murphy
- Alan Rubin - Mr. Fabulous
- Carrie Fisher - Mystery Woman
- Henry Gibson - Overnazi
- John Candy - Burton Mercer
- Kathleen Freeman - Sister Mary Stigmata (a.k.a. The Penguin)
- Steve Lawrence - Maury Sline
- Twiggy - Chic Lady
- Frank Oz - Corrections Officer
- Jeff Morris - Bob
- Charles Napier - Tucker McElroy
- Steven Williams - Trooper Mount (as Steve Williams)
- Armand Cerami - Trooper Daniel
- Tom Erhart - Fængselsvagt
- Gerald Walling - Fængselsvagt (som Gerald Walling SJ)
- Walter Levine - Fængselsvagt
- Alonzo Atkins - Korleder
- Chaka Khan - Solist
- Stephen Bishop - Charming Trooper
- John Landis - Trooper La Fong
- Kristi Oleson - Toys 'R' Us Saleswoman
- Gary McLarty - Toys 'R' Us Customer
- Joe Cuttone - Lloyd
- Layne Britton - The Cheese Whiz (som Shotgun Britton)
- Toni Fleming - Mrs. Tarantino
- Judith Belushi-Pisano - Cocktail Waitress (as Judy Jacklin)
- Rosie Schuster - Cocktail Waitress
- Paul Reubens - Tjener
- Ben Piazza - Far
- Gwen Banta - Mor
- Lari Taylor - Datter #1
- Cindy Fisher - Datter #2
- Elizabeth Hoy - Datter #3
- Tony M. Conde - Sommelier
- Eugene J. Anthony - Nazi Gruppenführer
- Dean Hill - Nazist
- Gary Houston - Nazist
- Jack Orend - Nazist
- Gene Schuldt - Nazist
- Charles Mountain - Politibetjent
- John Lee Hooker - Street Slim
- Walter Horton - Tampa Pete
- Pinetop Perkins - Luther Jackson (som 'Pinetop' Perkins)
- Steven Spielberg - Cook County Assessor's Office Clerk
- Willie 'Big Eyes' Smith - Drums
- Luther 'Guitar Jr.' Johnson - Guitar
- Calvin 'Fuzz' Jones - Bas
- Carolyn Franklin - Soul Food Chorus
- Brenda Bryant Corbett - Soul Food Chorus
- Margaret Branch - Soul Food Chorus
- De'voreaux White - Young Guitar Thief (as Devoreaux White)
- Sheilah Wells - Claire
- Lou Perryman - Man at Bar (as Lou Perry)
- Stan Mazin - Fuld danser
- Russ Bruzek- The Good Ole Boys
- Blair Burrows - The Good Ole Boys
- Jack Callahan - The Good Ole Boys
- Gene Janson - The Good Ole Boys
- Gil Pearson - The Good Ole Boys
- Aaron Jais - Forældreløs
- Lemetrius Daniels - Forældreløs
- Jeff Cahill - Forældreløs
- Curt Clendenin - Forældreløs
- Steve Cruz - Forældreløs
- Leonard Daniels - Forældreløs
- Sean Hayden - Forældreløs
- Babatunde Myers - Forældreløs
- Gary Patzik - Forældreløs
- J. Bernard Walton - Forældreløs
- Butch Williams - Forældreløs
- Wally Engelhardt - Ejer af tankstation
- Michael Klenfner - Clarion Records' President
- Ralph Foody - Police Dispatcher
- Leonard R. Garner Jr. - Lobby Guard #1 (as Lenny Garner)
- Andrew Goodman - Lobby Guard #2
- Eddy Donno - SWAT Team Commander (as Edward Donno)
- Joe Walsh - fange
- Shirley Levine - Woman on Cutting Room Floor
- Paul Butler - Elwood's boss (ikke med i biografversionen)
- James Avery - Man dancing outside Ray's shop
- Raven De La Croix - Woman in Concert Crowd
- James DuMont - Kid Dancing in Street
- Tony Farella - National Guardsman
- Norman Matlock - Police Commissioner
- Vicki Petite - Koncertgæst
- John Ring - Fire Commissioner
- Bill Telfer - National Guard Corporal/Fireman

Hertil kommer et ukendt (stort) antal statister og bilvrag.